# Josh Hawley
Joshua David Hawley (Springdale, 31 dicembre 1979) è un avvocato e politico statunitense, senatore per lo stato del Missouri dal 2019 ed in precedenza procuratore generale dello stesso stato dal 2017 al 2019. Hawley è membro del Partito Repubblicano, e dopo aver sconfitto la senatrice del Partito Democratico uscente Claire McCaskill nelle elezioni del 2018, è diventato il senatore più giovane nel 116º Congresso fino all'inaugurazione di Jon Ossoff nel 117º Congresso.

## Biografia
Hawley è nato a Springdale, Arkansas, ma si è presto trasferito a Lexington, Missouri, nel 1981, dopo che il padre, Ronald Hawley, un banchiere, si era trasferito in quella città per lavorare in una divisione di Boatmen's Bancshares. La madre di Hawley, Virginia, era un'insegnante.
Ha frequentato la scuola secondaria alla Rockhurst High School, un liceo privato di Kansas City, Missouri, dove si è diplomato nel 1998. Ha poi studiato storia presso la Stanford University, laureandosi nel 2002 con il massimo dei voti. A Stanford Hawley ha studiato con il professore David M. Kennedy, e più tardi ha scritto con lui un libro su Theodore Roosevelt ("Theodore Roosevelt: Preacher of Righteousness").
Dopo aver trascorso un anno a Londra come insegnante alla St Paul's School dal 2002 al 2003, Hawley è tornato negli Stati Uniti per frequentare la Yale Law School, laureandosi nel 2006 in giurisprudenza. Mentre era a Yale, Hawley è stato direttore dello Yale Law Journal e presidente della Federalist Society della scuola.
Prima di diventare procuratore generale del Missouri, è stato professore associato alla Scuola di legge dell'università dello stesso stato.
Nel 2018 è stato eletto senatore federale per lo Stato del Missouri.